# Krainy historyczne Czech

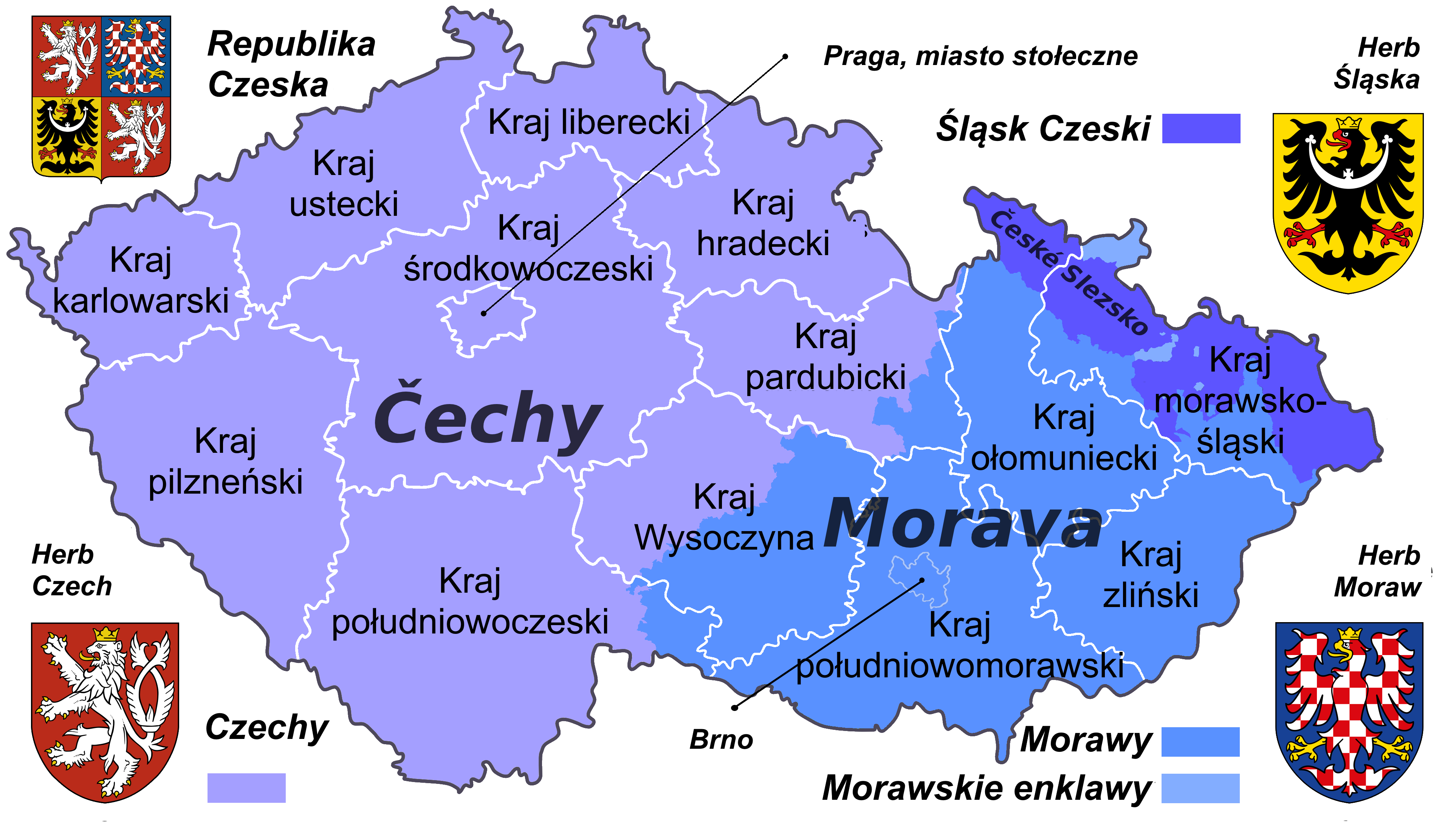
Historyczne regiony Czech a współczesny podział administracyjny

Kraje czeskie (cz. České země) – trzy historyczne krainy tworzące Republikę Czeską: Czechy właściwe, Morawy i Czeski Śląsk.

## Historyczne kraje czeskie

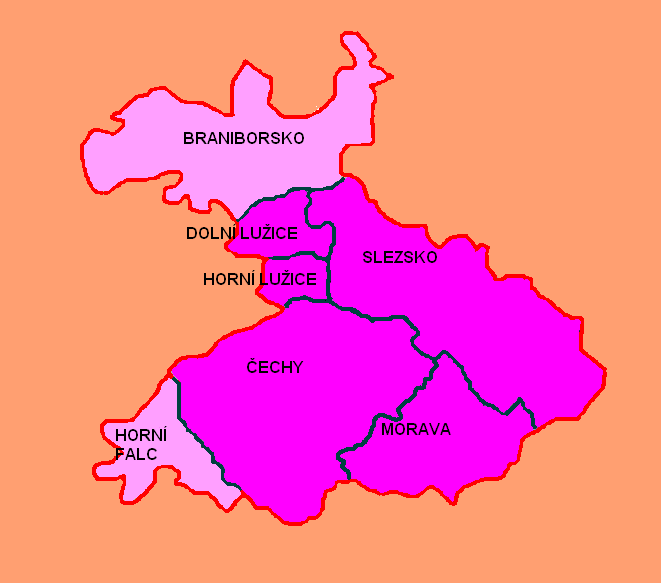
Ziemie we władaniu Karola IV

W kontekście historycznym historiografia czeska używają tego terminu w odniesieniu do ziem we władaniu władców Czech, równoznacznie z krajami Korony Czeskiej (cz. země Koruny české) ustanowionej przez cesarza Karola IV Luksemburskiego w XIV wieku.
- Czeski Palatynat (1353–1401) – stolice: Sulzbach, następnie Auerbach,
- Marchia Brandenburska (1373–1415) – stolica: Brandenburg,
- Łużyce Dolne (1367–1635) – stolica: Lubin, utracone w całości wskutek pokoju praskiego[2],
- Łużyce Górne (1319–1635[a]) – stolica: Budziszyn[2],
- Śląsk (1335–1742) – stolica: Wrocław. Po wojnach śląskich 1742–1763 w granicach królestwa pozostał jedynie południowo-wschodni fragment Śląska, dziś znany jako Śląsk Czeski.

## Herby
Herb wielki Republiki Czeskiej zawiera herby trzech krajów czeskich: Czech właściwych, Moraw i czeskiego Śląska. Herb Czech właściwych pochodzi od królestwa Czech, podobnie zresztą herb Moraw ma swoje korzenie w średniowieczu. Wreszcie, herb czeskiego Śląska początkowo był herbem całego historycznego regionu Śląsk, którego większa część należy dzisiaj do Polski.

Czechy właściwe
Morawy
Śląsk
Republika Czeska